# Bernardino Mei
Pour les articles homonymes, voir Mei.
Bernardino Mei (Sienne, 1612 - Rome, 1676) est un dessinateur, graveur et peintre italien du XVIIe siècle.

## Biographie
Bernardino Mei a été un élève de Raffaello Vanni. Il a été d'abord actif dans sa ville natale de Sienne où il jouissait d'une bonne réputation et ensuite à Rome.
Soutenu par son mentor Fabio Chigi (le futur pape Alexandre VIII, il se rendit à Rome (1657) où il intégra l'Accademia di San Luca. Là il fut influencé par la sculpture de  Gian Lorenzo Bernini  et par la peinture contemporaine romaine.

## Œuvres
- Trois miniatures dans le Libro dei leoni (1634), Palais Piccolomini, Archives d'état, Sienne.
- Fresques de scènes de La Vie de saint Bernard (1639), oratoire de San Bernardino,Sienne.
- Annonciation (1630-1640), Musée Séminaire Montarioso, Sienne.
- Saint Pierre en prison réveillé par l'ange et Saint Pierre libéré par l'Ange, Conservatori Femminili Riuniti, Sienne.
- La Décollation de saint Jean-Baptiste (1647), oratoire de San Giovannino Pantaneto, Sienne.
- Fresques de scènes de La Vie de saint Roch et la vie de saint Job (1648), San Rocco, Sienne.
- Allégorie de la Chance (1660), huile sur toile (179 cm × 271 cm), Galleria Nazionale d'Arte Antica, Rome, Italie.
- La Vision de saint Jérôme, (1657-1660), huile sur toile (167 cm × 187 cm), collection privée.
- Allégorie de la Justice (1636),
- Saint Hyeronymus,
- Cimon et Pero ou la Charité romaine,
- Le Christ nettoyant le Temple (1655), Huile sur toile (41 cm × 55 cm), Getty Center, Los Angeles.
- Oreste tuant Égisthe et Clytemnestre (1654),
- Le Charlatan (1656), Monte dei Paschi di Siena, Sienne.